# Nanko
Nanko (egentligen Patrick Powell ), född 1980, är en jamaicansk musiker. Hans musik kan beskrivas som en blandning mellan reggae och soul, och hans mest kända låt är Lucky You. Nanko är en av Downsound Recordings (Jamaica) artister.